# Paraphilus biporus
Paraphilus biporus är en mångfotingart som beskrevs av Christoph D. Schubart 1947. Paraphilus biporus ingår i släktet Paraphilus, ordningen banddubbelfotingar, klassen dubbelfotingar, fylumet leddjur och riket djur. Inga underarter finns listade i Catalogue of Life.